# Alarico Silveira Júnior
Alarico Silveira Júnior (* 7. April 1924 in São Paulo; † 28. Februar 2004) war ein brasilianischer Diplomat.

## Leben
Alarico Silveira Júnior war der Sohn von Alarico Silveira (1878–1943), der in der Regierung von Washington Luís Pereira de Sousa, Staatssekretär war. Er heiratete Maria Regina Moritze Figueiró und trat am 15. Dezember 1945 in den auswärtigen Dienst und wurde Konsul in Quito.
1947 absolvierte er den Curso de História Diplomática do Brasil des Rio Branco-Institut und wurde ein Jahr später Geschäftsträger in Beirut. Des Weiteren war er Botschaftssekretär in Zürich (1953), Stockholm, Lissabon und in Oporto (1959) sowie von 1960 bis 1961 Gesandtschaftssekretär erster Klasse in Asunción. Im Jahr 1961 wurde er zum Gesandtschaftsrat ernannt und bis 1963 als stellvertretender Vorsteher des Büros des Außenministers eingesetzt.
Anschließend erhielt Silveira die Beförderung zum Generalkonsul in Montevideo, wo er die Abteilung Informaciones leitete. Unter João Augusto de Araújo Castro wurde er in die Druckerei des Außenministeriums  abgeordnet, wodurch eine Ernennung zum Botschafter in Santo Domingo in der Dominikanischen Republik folgenlos blieb.
Im Jahr 1966 wurde Silfeira als Geschäftsträger in Montevideo eingesetzt und von 1973 bis 1977 als Botschafter in Quito berufen. 1982 vertrat er die brasilianische Regierung bei der Organisation Amerikanischer Staaten und übernahm das  von 1984 bis 1988 das Amt des Botschafters in Athen.
| Vorgänger                          | Amt                                                           | Nachfolger                      |
| ---------------------------------- | ------------------------------------------------------------- | ------------------------------- |
| Luiz Gulmarâes Fernando Pinheiro   | brasilianischer Geschäftsträger in Beirut 1948                | Carlos Martins Thompson Flores  |
| Manoel Pio Corrêa Junior           | brasilianischer Geschäftsträger in Montevideo 1966            | Ramiro Elysio Saraive Guerreiro |
| Vasco Mariz                        | brasilianischer Botschafter in Quito 1973 bis 1977            | Guy Marie de Castro Brandão     |
| António Borges Leal Castelo Branco | brasilianischer Botschafter in Athen 1984 bis 29. August 1988 | Marcos Antônio de Salvo Coimbra |